# Bogdan Waliczek
Bogdan Waliczek (ur. 28 lutego 1960 w Oświęcimiu) – polski zakonnik, paulin, w okresie od 6 maja 2005 do 23 kwietnia 2008 przeor klasztoru na Jasnej Górze.

## Życiorys
W maju 1979 wstąpił do Wyższego Seminarium Duchownego Archidiecezji Krakowskiej. Święcenia kapłańskie otrzymał z rąk ks. kard. Franciszka Macharskiego 19 maja 1985. Posługiwał jako wikariusz w kilku parafiach archidiecezji krakowskiej. W 1993 r. otrzymał od kard. Macharskiego zgodę na przejście do Zakonu OO. Paulinów. W zakonie pełnił funkcję przeora paulińskiego klasztoru we Wrocławiu, duszpasterza powołań i młodzieży na Jasnej Górze oraz pracował w Radiu Jasna Góra. Zastąpił go później w godności przeora Jasnej Góry o. Roman Majewski, który dotychczas był dyrektorem Radia Jasna Góra. W latach 2014–2018 pracował w parafii św. Józefa w Świdnicy i był m.in. Diecezjalnym Moderatorem Bractwa św. Józefa Diecezji świdnickiej oraz opiekunem Grupy Modlitewnej Służebnicy Bożej Anny Jenke. Od lipca 2018 r. do sierpnia 2023 r. pracował jako proboszcz Sanktuarium Matki Bożej Pocieszenia w Biechowie.
W 2007 otrzymał tytuł honorowego obywatela miasta i gminy Mszana Dolna.